# Universíada de Verão de 2011
A XXVI Universíada de Verão foi realizada de 12 a 23 de agosto de 2011 em Shenzhen, China. A cerimônia de abertura foi realizada no Centro de Esportes da Baía de Shenzhen e a de encerramento no parque temático "Window of the World".

## Processo de eleição
As cidades de Cazã (Rússia), Kaohsiung (República da China), Shenzhen, Múrcia (Espanha) e Poznań (Polônia) manifestaram sua intenção de sediarem o evento. Em 16 de janeiro de 2007, a FISU anunciou, durante a conferência que antecedeu a Universíada de Verão de 2007, que a sede seria Shenzhen. Com cinco candidatas, foi a seleção mais disputada para sede das Universíadas. Edmonton (Canadá) também seria candidata, mas se retirou da disputa.
Shenzhen não era considerada favorita em função dos recentes eventos desportivos realizados na China, incluindo os Jogos Olímpicos de Verão de 2008 em Pequim, a Universíada de Inverno de 2009 em Harbin e os Jogos Asiáticos de 2010,na vizinha Guangzhou. Também, como cidade, é bem "jovem" (possui apenas 30 anos de fundação) e praticamente não tinha experiência nenhuma em comparação com as outras candidatas.

## Organização

"UU", mascote oficial.

### Preparação
Na preparação para o evento, existia a necessidade de se construir novos locais de competição e para reformar algumas instalações. O foco principal das obras foi a expansão do metrô de Shenzhen. Mais de 80 mil pessoas em situação de risco foram removidas por que segundo a prefeitura elas "eram uma ameaça" para a organização do evento.

### Sedes
A proposta inicial previa a construção de 12 novos estádios e ginásios nos distritos de Futian, Nanshan e Luohu. Também seriam construídos um novo estádio (New Shenzhen Stadium) com capacidade para 60 mil pessoas, uma arena (New Shenzhen Arena) com capacidade de 18 mil pessoas, um parque com 13,4 quilômetros quadrados e outros locais para o evento no distrito de Longgang.

### Marketing

#### Mascote
A ideia do "UU", mascote da Universíada de Shenzhen 2011, partiu do estúdio de Wang Yuefei, um artista local. O mascote é parecido como o emblema da Universíada, mas na verdade, é um rosto sorrido, derivado do "Happy U". Sua forma é a mesma da letra "U", a letra inicial da palavra "Universíada", e representa a quebra da tradição de que todo evento esportivo de grande porte use uma figura humana, animal ou planta para representar o mascote do evento. Para "UU" foi dada uma variedade de expressões faciais que foram desenvolvidas para demonstrar a vitalidade e o espírito sempre para cima da juventude, expressar a ansiedade e a expectativa da cidade de Shenzhen para o evento e representar os atletas que estarão na cidade para dar seu melhor, independentemente de raça, religião e condição social.

## Países participantes
Participam desta edição 150 países (149 convidados e o anfitrião):
| \| - AFG Afeganistão (1) - RSA África do Sul (117) - ALB Albânia (12) - GER Alemanha (149) - ANG Angola (9) - ANU Anguila (2) - AHO Antilhas Neerlandesas (14) - KSA Arábia Saudita (48) - ALG Argélia (22) - ARG Argentina (5) - ARM Armênia (19) - ARU Aruba (2) - AUS Austrália (156) - AUT Áustria (26) - AZE Azerbaijão (24) - BAN Bangladesh (2) - BAR Barbados (2) - BEL Bélgica (49) - BEN Benim (2) - BLR Bielorrússia (60) - BOL Bolívia (2) - BIH Bósnia e Herzegovina (4) - BOT Botsuana (20) - BRA Brasil (209) - BUL Bulgária (12) - BUR Burquina Fasso (2) - BDI Burundi (2) - CMR Camarões (3) - CAM Camboja (2) - CAN Canadá (247) - KAZ Cazaquistão (100) - CHA Chade (2) - CHL Chile (12) - CHN China (494) (anfitrião) - CYP Chipre (21) - COL Colômbia (23) - COM Comores (2) - CGO Congo (9) \| - PRK Coreia do Norte (22) - KOR Coreia do Sul (304) - CIV Costa do Marfim (2) - CRC Costa Rica (12) - CRO Croácia (17) - CUB Cuba (2) - DEN Dinamarca (18) - EGY Egito (32) - ESA El Salvador (2) - UAE Emirados Árabes Unidos (41) - ECU Equador (4) - SVK Eslováquia (86) - SLO Eslovênia (37) - ESP Espanha (130) - USA Estados Unidos (281) - EST Estônia (85) - ETH Etiópia (2) - FIJ Fiji (5) - PHI Filipinas (58) - FIN Finlândia (85) - FRA França (222) - GHA Gana (43) - GEO Geórgia (20) - GBR Grã-Bretanha (200) - GRE Grécia (3) - GUA Guatemala (2) - GUY Guiana (1) - GUI Guiné (2) - HAI Haiti (6) - HON Honduras (9) - HKG Hong Kong (102) - HUN Hungria (103) - COK Ilhas Cook (3) - ISV Ilhas Virgens Americanas (11) - IND Índia (55) - INA Indonésia (65) - IRI Irã (110) - IRQ Iraque (4) \| - IRL Irlanda (28) - ISR Israel (50) - ITA Itália (255) - JAM Jamaica (12) - JPN Japão (346) - JOR Jordânia (1) - LES Lesoto (2) - LAT Letônia (23) - LIB Líbano (36) - LTU Lituânia (110) - LUX Luxemburgo (2) - MAC Macau (61) - MAD Madagascar (4) - MAS Malásia (125) - MAW Malawi (2) - MLI Mali (2) - NMI Marianas Setentrionais (2) - MAR Marrocos (23) - MEX México (136) - FSM Estados Federados da Micronésia (1) - MOZ Moçambique (2) - MDA Moldávia (23) - MGL Mongólia (110) - MNE Montenegro (5) - NAM Namíbia (35) - NEP Nepal (2) - NCA Nicarágua (2) - NIG Níger (2) - NGR Nigéria (27) - NOR Noruega (65) - NZL Nova Zelândia (54) - OMA Omã (39) - NED Países Baixos (18) - PLE Palestina (1) - PAN Panamá (3) - PNG Papua-Nova Guiné (1) - PAK Paquistão (9) \| - PAR Paraguai (4) - PER Peru (13) - POL Polônia (173) - PUR Porto Rico (2) - POR Portugal (32) - KEN Quênia (19) - KGZ Quirguistão (19) - CZE Chéquia (166) - MKD Macedônia do Norte (18) - DOM República Dominicana (2) - COD República Democrática do Congo (2) - ROU Romênia (64) - RUS Rússia (571) - SAM Samoa (1) - SEN Senegal (10) - SRB Sérvia (56) - SIN Singapura (97) - SYR Síria (5) - SRI Sri Lanka (55) - SWZ Essuatíni (2) - SUD Sudão (3) - SWE Suécia (77) - SUI Suíça (104) - SUR Suriname (2) - TJK Tajiquistão (2) - THA Tailândia (138) - TPE Taipé Chinês (165) - TAN Tanzânia (2) - TOG Togo (2) - TUR Turquia (81) - UKR Ucrânia (297) - UGA Uganda (36) - URU Uruguai (21) - UZB Uzbequistão (19) - VIE Vietnã (21) - ZAM Zâmbia (13) - ZIM Zimbabwe (11) \| | | | |
| - AFG Afeganistão (1) - RSA África do Sul (117) - ALB Albânia (12) - GER Alemanha (149) - ANG Angola (9) - ANU Anguila (2) - AHO Antilhas Neerlandesas (14) - KSA Arábia Saudita (48) - ALG Argélia (22) - ARG Argentina (5) - ARM Armênia (19) - ARU Aruba (2) - AUS Austrália (156) - AUT Áustria (26) - AZE Azerbaijão (24) - BAN Bangladesh (2) - BAR Barbados (2) - BEL Bélgica (49) - BEN Benim (2) - BLR Bielorrússia (60) - BOL Bolívia (2) - BIH Bósnia e Herzegovina (4) - BOT Botsuana (20) - BRA Brasil (209) - BUL Bulgária (12) - BUR Burquina Fasso (2) - BDI Burundi (2) - CMR Camarões (3) - CAM Camboja (2) - CAN Canadá (247) - KAZ Cazaquistão (100) - CHA Chade (2) - CHL Chile (12) - CHN China (494) (anfitrião) - CYP Chipre (21) - COL Colômbia (23) - COM Comores (2) - CGO Congo (9) | - PRK Coreia do Norte (22) - KOR Coreia do Sul (304) - CIV Costa do Marfim (2) - CRC Costa Rica (12) - CRO Croácia (17) - CUB Cuba (2) - DEN Dinamarca (18) - EGY Egito (32) - ESA El Salvador (2) - UAE Emirados Árabes Unidos (41) - ECU Equador (4) - SVK Eslováquia (86) - SLO Eslovênia (37) - ESP Espanha (130) - USA Estados Unidos (281) - EST Estônia (85) - ETH Etiópia (2) - FIJ Fiji (5) - PHI Filipinas (58) - FIN Finlândia (85) - FRA França (222) - GHA Gana (43) - GEO Geórgia (20) - GBR Grã-Bretanha (200) - GRE Grécia (3) - GUA Guatemala (2) - GUY Guiana (1) - GUI Guiné (2) - HAI Haiti (6) - HON Honduras (9) - HKG Hong Kong (102) - HUN Hungria (103) - COK Ilhas Cook (3) - ISV Ilhas Virgens Americanas (11) - IND Índia (55) - INA Indonésia (65) - IRI Irã (110) - IRQ Iraque (4) | - IRL Irlanda (28) - ISR Israel (50) - ITA Itália (255) - JAM Jamaica (12) - JPN Japão (346) - JOR Jordânia (1) - LES Lesoto (2) - LAT Letônia (23) - LIB Líbano (36) - LTU Lituânia (110) - LUX Luxemburgo (2) - MAC Macau (61) - MAD Madagascar (4) - MAS Malásia (125) - MAW Malawi (2) - MLI Mali (2) - NMI Marianas Setentrionais (2) - MAR Marrocos (23) - MEX México (136) - FSM Estados Federados da Micronésia (1) - MOZ Moçambique (2) - MDA Moldávia (23) - MGL Mongólia (110) - MNE Montenegro (5) - NAM Namíbia (35) - NEP Nepal (2) - NCA Nicarágua (2) - NIG Níger (2) - NGR Nigéria (27) - NOR Noruega (65) - NZL Nova Zelândia (54) - OMA Omã (39) - NED Países Baixos (18) - PLE Palestina (1) - PAN Panamá (3) - PNG Papua-Nova Guiné (1) - PAK Paquistão (9) | - PAR Paraguai (4) - PER Peru (13) - POL Polônia (173) - PUR Porto Rico (2) - POR Portugal (32) - KEN Quênia (19) - KGZ Quirguistão (19) - CZE Chéquia (166) - MKD Macedônia do Norte (18) - DOM República Dominicana (2) - COD República Democrática do Congo (2) - ROU Romênia (64) - RUS Rússia (571) - SAM Samoa (1) - SEN Senegal (10) - SRB Sérvia (56) - SIN Singapura (97) - SYR Síria (5) - SRI Sri Lanka (55) - SWZ Essuatíni (2) - SUD Sudão (3) - SWE Suécia (77) - SUI Suíça (104) - SUR Suriname (2) - TJK Tajiquistão (2) - THA Tailândia (138) - TPE Taipé Chinês (165) - TAN Tanzânia (2) - TOG Togo (2) - TUR Turquia (81) - UKR Ucrânia (297) - UGA Uganda (36) - URU Uruguai (21) - UZB Uzbequistão (19) - VIE Vietnã (21) - ZAM Zâmbia (13) - ZIM Zimbabwe (11) |

## Modalidades

### Obrigatórias
As modalidades obrigatórias (oito esportes) são determinadas pela Federação Internacional do Esporte Universitário (FISU) e, salvo alteração feita na Assembléia Geral da FISU, valem para todas as Universíadas de Verão.
A partir dessa edição novos eventos se tornam compulsórios: a disputa por equipes na meia maratona e a natação em águas abertas.
| - Atletismo (50) - Basquetebol (2) - Esgrima (12) - Futebol (2) - Ginástica artística (14) | - Ginástica rítmica (8) - Judô (18) - Natação (42) - Polo aquático (2) | - Saltos ornamentais (12) - Tênis (7) - Tênis de mesa (7) - Voleibol (2) |

### Opcionais
As modalidades opcionais são determinadas pela Federação Nacional de Esportes Universitários (National University Sports Federation - NUSF) do país organizador e devem ser de, no mínimo, três esportes. O comitê organizador optou pela inclusão de um número recorde de modalidade opcionais (11), sendo os quais ginástica aeróbica, badminton, ciclismo, golfe, halterofilismo, taekwondo, tiro, tiro com arco, vela voleibol de praia e xadrez. Quatro destes esportes estiveram pela primeira no programa de uma Universíada (ginástica aeróbica, halterofilismo, voleibol de praia e xadrez).
| - Aeróbica (6) - Badminton (6) - Ciclismo (16) - Golfe (4) | - Halterofilismo (15) - Taekwondo (21) - Tiro (36) - Tiro com arco (10) | - Vela (9) - Voleibol de praia (2) - Xadrez (3) |

## Calendário
As caixas em azul representam uma competição ou um evento qualificatório de determinada data. As caixas em amarelo representam um dia de competição valendo medalha. Cada ponto dentro das caixas representa uma disputa de medalha de ouro.
| ● | Cerimônia de abertura |  | Competições | ● | Finais de competições | ● | Cerimônia de encerramento |

| Programa            | Agosto | Agosto | Agosto | Agosto | Agosto   | Agosto   | Agosto   | Agosto       | Agosto | Agosto   | Agosto  | Agosto | Agosto | T   |
| Programa            | 11     | 12     | 13     | 14     | 15       | 16       | 17       | 18           | 19     | 20       | 21      | 22     | 23     | T   |
| ------------------- | ------ | ------ | ------ | ------ | -------- | -------- | -------- | ------------ | ------ | -------- | ------- | ------ | ------ | --- |
| Cerimônias          |        | ●      |        |        |          |          |          |              |        |          |         |        | ●      |     |
| Aeróbica            |        |        |        |        |          |          |          |              |        | ●●       | ●●      | ●●     |        | 6   |
| Atletismo           |        |        |        |        |          | ●●       | ●●●      | ●●●●●● ●●●●● | ●●●●●  | ●●●● ●●● | ●●●●●●● |        |        | 50  |
| Badminton           |        |        |        |        |          |          |          | ●            |        |          |         | ●●● ●● |        | 6   |
| Basquetebol         |        |        |        |        |          |          |          |              |        |          | ●       | ●      |        | 2   |
| Ciclismo            |        |        | ●●     | ●●     | ●●       | ●        | ●●       | ●●●          | ●●     | ●●       |         |        |        | 16  |
| Esgrima             |        |        | ●●     | ●●     | ●●       | ●●       | ●●       | ●●           |        |          |         |        |        | 12  |
| Futebol             |        |        |        |        |          |          |          |              |        |          | ●       | ●      |        | 2   |
| Ginástica artística |        |        | ●      | ●      | ●●       | ●●●●●    |          |              |        |          |         |        |        | 14  |
| Ginástica rítmica   |        |        |        |        |          |          |          |              |        |          | ●●      | ●●●    |        | 8   |
| Golfe               |        |        |        |        |          |          |          |              |        | ●●       |         |        |        | 4   |
| Halterofilismo      |        |        | ●●     | ●●     | ●●●      | ●●       | ●●●      | ●●●          |        |          |         |        |        | 15  |
| Judô                |        |        | ●●     | ●●     | ●●       | ●●       | ●●       |              |        |          |         |        |        | 18  |
| Natação             |        |        | ●●     | ●●●    | ●●●● ●●● | ●●●● ●●● | ●●●● ●●● | ●●●● ●●●     | ●●●    |          |         |        |        | 42  |
| Polo aquático       |        |        |        |        |          |          |          |              |        |          |         | ●      | ●      | 2   |
| Saltos ornamentais  |        |        |        |        |          | ●●       | ●        | ●            | ●●     | ●        | ●       | ●●     |        | 12  |
| Taekwondo           |        |        |        |        |          |          |          | ●●           | ●●●    | ●●       | ●●      | ●●     | ●●     | 21  |
| Tênis               |        |        |        |        |          |          |          |              |        | ●●       | ●●● ●●  |        |        | 7   |
| Tênis de mesa       |        |        |        |        |          | ●●       |          | ●            | ●●     | ●●       |         |        |        | 7   |
| Tiro                |        |        |        |        |          |          |          | ●●●●         | ●●●    | ●●●●     | ●●      | ●●●●●  |        | 36  |
| Tiro com arco       |        |        |        |        |          | ●●       | ●●       | ●●●          |        |          |         |        |        | 10  |
| Vela                |        |        |        |        |          |          |          |              |        | ●●●      | ●●●     |        |        | 9   |
| Voleibol            |        |        |        |        |          |          |          |              |        |          | ●       | ●      |        | 2   |
| Voleibol de praia   |        |        |        |        |          |          |          | ●            | ●      |          |         |        |        | 2   |
| Xadrez              |        |        |        |        |          |          |          |              |        |          | ●●●     |        |        | 3   |
| Finais              | —      | —      | 13     | 17     | 20       | 34       | 25       | 46           | 32     | 35       | 44      | 35     | 5      | 306 |
| Programa            | 11     | 12     | 13     | 14     | 15       | 16       | 17       | 18           | 19     | 20       | 21      | 22     | 23     |     |
| Programa            | Agosto |        |        |        |          |          |          |              |        |          |         |        |        |     |

## Medalhas
O Quadro de medalhas é uma lista que classifica as Federações Nacionais de Esportes Universitários (NUSF) de acordo com o número de medalhas conquistadas. Foram disputadas 306 finais em 22 modalidades olímpicas e em 2 não olímpicas.. O país em destaque é o anfitrião.
A primeira medalha de ouro foi conquistada pelo atleta italiano Simone Ruffini no evento da maratona de 10km masculino da natação com o tempo de 58 minutos e 747 milésimos O russo Kirill Abrosimov ficou com a prata e Hirai Yasunari do Japão com o bronze.
| Ordem | País               | Medalha de ouro | Medalha de prata | Medalha de bronze |     |  |
| ----- | ------------------ | --------------- | ---------------- | ----------------- | --- |  |
| 1     | CHN China          | 75              | 40               | 31                | 146 |  |
| 2     | RUS Rússia         | 42              | 46               | 45                | 133 |  |
| 3     | KOR Coreia do Sul  | 28              | 21               | 30                | 79  |  |
| 4     | JPN Japão          | 23              | 26               | 39                | 88  |  |
| 5     | USA Estados Unidos | 17              | 22               | 11                | 50  |  |
| 6     | ITA Itália         | 12              | 5                | 13                | 30  |  |
| 7     | UKR Ucrânia        | 11              | 20               | 13                | 44  |  |
| 8     | TPE Taipé Chinês   | 7               | 9                | 16                | 32  |  |
| 9     | TUR Turquia        | 7               | 7                | 8                 | 22  |  |
| 10    | THA Tailândia      | 7               | 2                | 9                 | 18  |  |
|       |                    |                 |                  |                   |     |  |
| 23    | BRA Brasil         | 2               | 4                | 12                | 18  |  |
|       |                    |                 |                  |                   |     |  |
| 26    | POR Portugal       | 2               | 2                |                   | 4   |  |
|       |                    |                 |                  |                   |     |  |
| 58    | MOZ Moçambique     |                 |                  | 1                 | 1   |  |